# 安特山冰川
(78°49′S 161°30′E / 78.817°S 161.500°E
安特山冰川是南極洲的冰川，發源自沃斯特山脈，流經安特山和貝爾費斯海崖，最終注入斯凱爾頓冰川，在1957年由英聯邦探險隊測量和命名。